# 피오리
피오리(이탈리아어: fiori, 단수: fiore 피오레[*])는 이탈리아의 파스타이다. 피오리라는 이름은 이탈리아어로 꽃을 의미하며 로텔레와 아주 흡사하다.